# Jacqueline Beijlen-Geerts
Dina Jacqueline Beijlen-Geerts (Beilen, 7 januari 1953) is een Nederlandse onderwijzeres en politica voor de Partij van de Arbeid.

## Levensloop
Na de lagere school studeerde ze aan de HBS te Assen. Ze begon haar carrière als buurtwerker van de Stichting Buurtwerk te Hardenberg. Daarna was ze plaatsvervangend directeur van de afdeling Verhuur en Bewonerszaken van een Almelose Woningstichting. Van 1978 tot 1984 functioneerde ze als lerares Nederlands en Maatschappijleer. Daarna was ze maatschappelijk werkster bij de Gemeentelijke Sociale Dienst te Hardenberg en van 1987 tot 1989 functioneerde ze daar als beleidsmedewerkster welzijn. Van 14 september 1989 tot 17 mei 1994 was ze lid van de Tweede Kamer der Staten-Generaal. Daarnaast was ze woordvoerster van welzijn, ouderenbeleid en sociale zekerheid van de PvdA Tweede Kamerfractie. Tijdens die periode was ze voorzitter van de Bijzondere Kamercommissie ISMO, betreffende fraudebeleid.
Vervolgens werd ze op 17 mei 1994 lid en later vicevoorzitter van de Emancipatieraad, een adviesraad van de regering, tot aan de opheffing van deze Raad op 1 mei 1997. Van 18 april 1995 tot 13 april 1999 was ze lid van de Provinciale Staten van Overijssel. Op 1 mei 1997 trad ze in dienst bij de Stichting IWA te Zwolle, als manager van de unit Startende Ondernemers.
Het dienstverband eindigde op 1 november 2001, vanwege vertrek naar het buitenland.

## Persoonlijk
Op 11 juli 1975 trouwde Beijlen-Geerts met Marinus Gabriël Beijlen en ze was woonachtig in de Franse plaats Die tot juni 2020.